# FFA P-16
FFA P-16 – prototypowy szwajcarski, wielozadaniowy samolot myśliwski wytwórni Flug- und Fahrzeugwerke Altenrhein (FFA).

## Historia

### Geneza
Po zakończeniu II wojny światowej, w szwajcarskiej wytwórni lotniczej Eidgenössisches Flugzeugwerk (F+W) trwały intensywne prace nad projektem wielozadaniowego samolotu myśliwskiego z napędem odrzutowym EFW N-20 Aiguillon. Równolegle jednak opracowywano dwa inne projekty oznaczone jako N-10 i N-11. N-20 był maszyną, z którą wiązano największe nadzieje z jednej strony, a z drugiej jego awangardowy napęd i stopień skomplikowania całej konstrukcji angażował wszystkie siły i środki wytwórni F+W. W sierpniu 1946 roku Komisja ds. Samolotów Bojowych (Kommission für Militärflugzeuge - KFM), będąca podjednostką Departamentu Techniki Wojennej (Kriegstechnischen Abteilung - KTA) wydała decyzję o przekazaniu obydwu projektów zakładom Dornier Flugzeugwerke (szwajcarskiej filii niemieckiej wytwórni Dornier, a po sprzedaży w 1948 roku znanej jako Flug- und Fahrzeugwerke Altenrhein - FFA). Wstępne prace prowadzone pod nadzorem dr Hansa Studera w FFA nad projektami N-10 i N-11 doprowadziły do powstania projektu oznaczonego jako P-12. Maszyna miała być napędzana silnikiem rodzimej konstrukcji D-90 firmy Sulzer. Wycofano się z rozpatrywanych jeszcze w F+W jednostek firmy Escher Wyss i brytyjskiego Rolls-Royce Nene. Pierwszy z nich nie miał szans powstać w rozsądnym terminie i pozostał tylko na deskach kreślarskich, natomiast drugi nie gwarantował uzyskania zadowalających osiągów. Niestety również Sulzer ze swoim D-90 nie był w stanie zaoferować gotowej jednostki w satysfakcjonującym i realnym terminie, tym samym w połowie 1947 roku KFM nakazało wstrzymać dalsze prace. W drugiej połowie lat 40. XX wieku na rynku pojawiły się silniki Rolls-Royce Avon i Armstrong Siddeley Sapphire. Jednostki te oferowały relatywnie duży ciąg, zdolny do zapewnienia jednosilnikowej maszynie wymaganych przez siły powietrzne osiągów. Dlatego też w lipcu 1949 roku KFM zwróciło się do wytwórni FFA z pytaniem o możliwość budowy jednosilnikowej maszyny bojowej. Decyzja ta była podyktowana również obawą co do losów samolotu N-20, którego rozwój przysparzał wiele trudności spowodowanych pionierskim charakterem zastosowanych w nim rozwiązań technologicznych.

### Projekt
W odpowiedzi FFA zaprezentowała cały szereg projektów oznaczonych jako P-14, P-15 i P-16. Podstawową różnicą w zaprezentowanych pracach był rodzaj zastosowanego płata. W P-14 zastosowano proste skrzydła dużej grubości; w P-15 zastosowano skrajnie odmienne rozwiązanie, skrzydła były mocno skośne i cienkie, rozwiązanie pośrednie z płatem o niewielkim skosie prezentował projekt oznaczony jako P-16. We wszystkich projektach zastosowano to samo uzbrojenie: cztery działka kalibru 20 mm lub dwa kalibru 30 mm. Dodatkowo maszyny miały posiadać podkadłubowy zasobnik niekierowanych pocisków rakietowych, wysuwany do użycia. Na podskrzydłowych węzłach uzbrojenia przewidywano możliwość przenoszenia do 400 kg bomb (w przypadku przeciążenia masowego samolotu, nawet dwukrotnie więcej). W początkowej fazie prac rozważano zastosowanie na stałe w samolocie dwóch rakietowych silników umożliwiających skrócony start i szybkie wznoszenie, dla których paliwo miało być przenoszone w zbiornikach podskrzydłowych. Przedłożone do oceny KFM projekty zostały pod koniec 1949 roku przedstawione szefowi Departamentu Lotnictwa i jednocześnie dowódcy Fliegetruppe Fritzowi Rihnerowi, który do dalszej realizacji wybrał projekt P-16, z zastrzeżeniem, że do napędu samolotu ma zostać użyty jeden z dostępnych silników angielskich. W efekcie 23 lipca 1950 roku wytwórnia FFA otrzymała kontrakt na budowę samolotu P-16.01 z silnikiem Armstrong Siddeley Sapphire. Z ponad półrocznym opóźnieniem, wynikającym z braku możliwości uruchomienia finansowania projektu, 24 czerwca 1952 roku podpisano kontrakt na budowę dwóch egzemplarzy prototypowych. Czas ten nie został zmarnowany, przeprowadzono próby tunelowe modeli a zespół Hansa Studera dopracowywał projekt tworząc wersję oznaczoną jako P-16.04. Zrezygnowano całkowicie z silników rakietowych, angielska jednostka napędowa zapewniała wystarczającą siłę ciągu. Powiększono wloty powietrza do silnika znajdujące się na kadłubie. Hamulce aerodynamiczne ze skrzydeł przeniesiono na kadłub. Skrzydło otrzymało bardzo bogatą mechanizację, klapy noskowe Krügera, wychylane wraz z klapami lotki, wspomagające w ten sposób start i lądowanie. Na końcach skrzydeł zamontowano na stałe zbiorniki z paliwem, jednocześnie wzmacniając całą konstrukcję płatów. Sterowanie maszyną odbywało się za pomocą układu hydraulicznego. Cały samolot charakteryzował się bardzo solidną konstrukcją, dającą mu możliwość znoszenia przeciążeń rzędu g -9 do g +12,75. Solidność opłacona została masą własną samolotu wynoszącą 7 ton, co w owych czasach było bardzo dużą wartością (MiG-17 ważył 4 tony).

### Prototyp
Na początku 1953 roku przystąpiono do budowy pierwszego prototypu. Samolot pozbawiony był uzbrojenia, spadochronu hamującego oraz płyt oddzielających warstwę przyścienną przy wlotach powietrza do silnika. Prototyp o numerze J-3001 napędzany był silnikiem Armstrong Siddeley Sapphire ASSa.6. W drugiej połowie 1954 roku rozpoczęto badania na ziemi samolotu, a 28 kwietnia 1955 roku dokonano jej oblotu. Za sterami samolotu w jego dziewiczym locie siedział wojskowy pilot Hans Häfliger. Lot przebiegł pomyślnie, jak również następne, które wykazały, iż maszyna w powietrzu zachowuje się poprawnie. Wszystko szło zgodnie z planem do 4 lipca 1955 roku, wówczas to podczas pokazu dla prasy po wylądowaniu awarii uległy hamulce samolotu, rozpędzony prototyp wyjechał z pasa startowego i uległ uszkodzeniu. Naprawa trwała miesiąc, po jej wykonaniu samolot ponownie wzbił się w powietrze 31 sierpnia 1955 roku. Był to jego 22 lot i jak się miało okazać również ostatni. W trakcie lotu nagle zgasł silnik, do którego przestało dochodzić paliwo. Pilot skierował szybującą maszynę w stronę Jeziora Bodeńskiego, a sam się szczęśliwie katapultował. Po wydobyciu z wody wraku samolotu i przeprowadzeniu dochodzenia okazało się, że winny był pęknięty ciśnieniowy przewód paliwowy, który podczas lutowania w trakcie montażu został nadmiernie przegrzany, a tym samym stracił swoją wytrzymałość. Pomimo utraty prototypu, w marcu 1956 roku w parlamencie przeforsowano dalsze finansowanie projektu i zamówienie kolejnych czterech przedseryjnych prototypów. 16 czerwca 1956 roku po raz pierwszy w powietrze wzniosła się w powietrze druga z maszyn prototypowych, J-3002. Samolot oznaczony jako P-16.04, w odróżnieniu od utraconej maszyny zaopatrzony był w spadochron hamujący i zmodyfikowane wloty powietrza do silnika z płytami oddzielającymi warstwę przyścienną powietrza oraz stałe uzbrojenie strzeleckie. Podczas lotu wykonywanego 15 sierpnia 1956 roku samolot po raz pierwszy przekroczył barierę dźwięku. W lutym i marcu 1957 roku maszyna wzięła udział w próbach wojskowych. Opinie personelu sił powietrznych eksploatującego samolot nie były pochlebne. Niezadowalająca stabilność kierunkowa w locie, praca siłowników hydraulicznych układu sterowania, skłonności do wpadania w drgania typu „buffeting” podczas lotu z dużą prędkością, te i inne wady były raportowane przez pilotów podczas prób. 15 kwietnia 1957 roku do swojego pierwszego lotu wzbił się trzeci prototyp J-3003. Maszyna wyposażona była w mocniejszy silnik Armstrong Siddeley Sapphire ASSa.7 o ciągu 4990 kG, aczkolwiek nie była jeszcze w pełnej, przewidywanej konfiguracji seryjnej, miała skrzydła o konstrukcji przekładkowej zamiast półskorupowej (te pojawiły się dopiero na piątym prototypie). J-3003 wziął udział w próbach startu z nawierzchni gruntowych i badaniach zjawiska buffetingu. Po wyeliminowaniu wad poprzedniego egzemplarza, wyniki prób zostały opisane bardzo entuzjastycznie. Ich efektem było przyjęcie uchwały przez szwajcarski parlament 19 marca 1958 roku zamawiającej sto egzemplarzy samolotu P-16.

### Zakończenie programu
25 marca 1958 roku, sześć dni po decyzji parlamentu, J-3003 rozbił się w Jeziorze Bodeńskim. Przyczyną katastrofy był duży wyciek płyny hydraulicznego z systemu sterowania. Pilot, Jean Brunner zdołał się bezpiecznie katapultować. Efektem przeprowadzonego po katastrofie śledztwa było stwierdzenie, iż jedna z pomp systemu hydraulicznego zawierała wadę materiałową. Zażądano przebudowy systemu hydraulicznego sterowania samolotem, co według producenta miało zająć od 6 do 12 miesięcy. Niespodziewanie, 2 czerwca tego samego roku, rząd podjął decyzję o rezygnacji z produkcji P-16, i to pomimo rekomendacji KMF o dalszej kontynuacji programu. Dodatkowo przebadane przez brytyjskich ekspertów elementy systemu hydraulicznego P-16 okazały się być prawidłowo zaprojektowane. Przyczyn takiej decyzji rządu należy doszukiwać się w zmienionej rzeczywistości drugiej połowy lat 50. XX wieku, zmienionej w stosunku do połowy lat 40., w której powstały wymagania jakie musiał spełniać P-16. Nastała epoka zimnej wojny, w której szwajcarskiemu lotnictwu stawiano zupełnie inne zadania. Miało ono wypełniać tzw. doktrynę obrony ruchomej poprzez realizowanie zadań uderzeniowych na dalekich podejściach do granic państwa, tak aby jak najbardziej uszczuplić siły potencjalnego przeciwnika, nim dotrze on do granic Szwajcarii. P-16, ze swoim niewielkim zasięgiem, dedykowany zdecydowanie bardziej do obrony lokalnej nie pasował do takiej roli szwajcarskich sił powietrznych. Również i w tej roli P-16 mógłby mieć duże problemy z realizowaniem zadań myśliwskich. W tym czasie pojawiły się maszyny Dassault Mirage III czy MiG-21 zdolne do operowania z prędkościami naddźwiękowymi, w konfrontacji z którymi P-16 miałby duże problemy.

### Szturmowiec

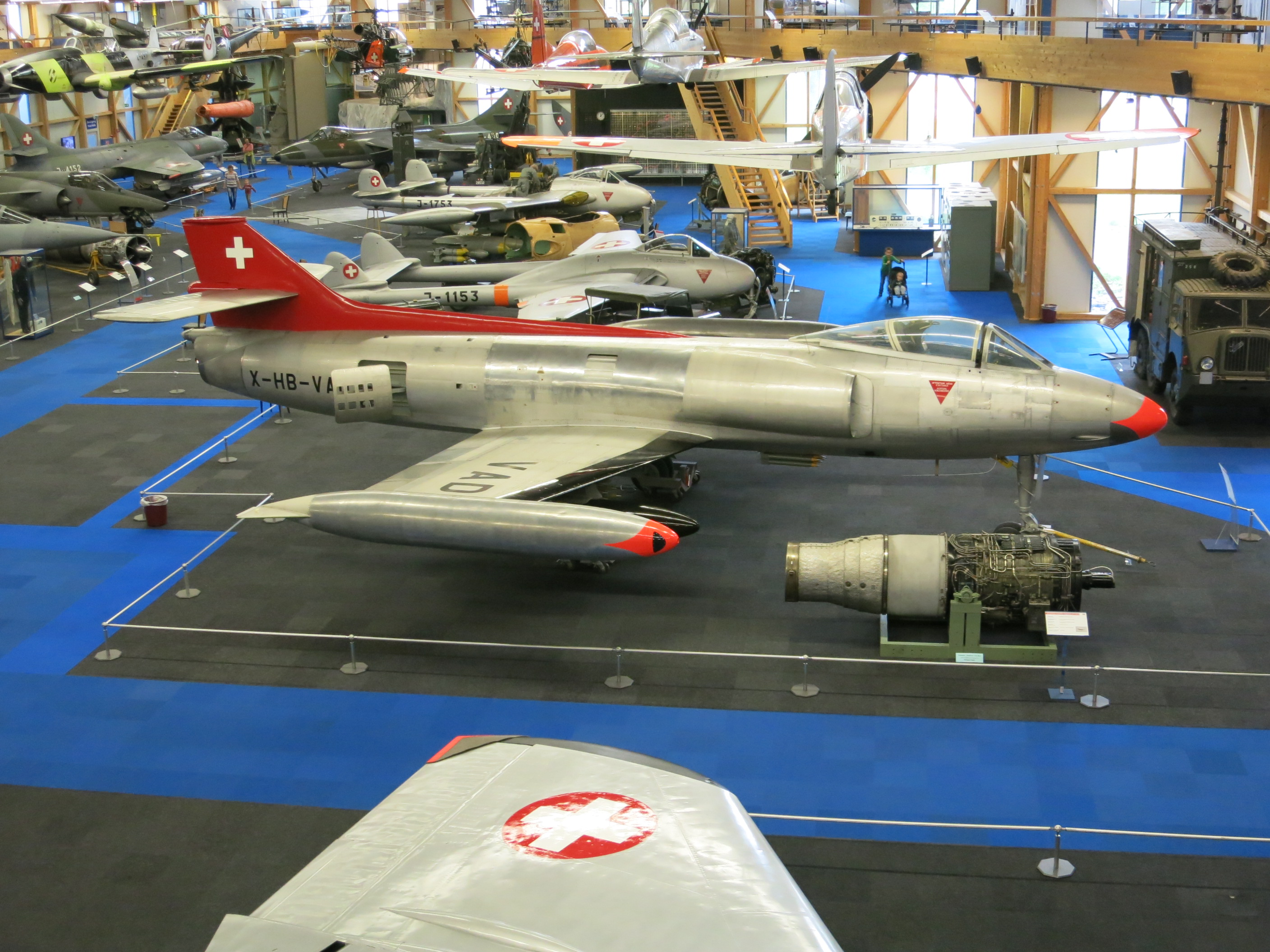
FFA P-16 w muzeum

Pomimo fiaska wersji myśliwskiej, wytwórnia podjęła decyzję o kontynuacji programu P-16, ale w wersji samolotu szturmowego z myślą o potencjalnych nabywcach zagranicznych. Docelowa maszyna miała być uzbrojona w dwa działka Hispano Suiza HS 825 kalibru 30 mm z zapasem 125 nabojów na lufę oraz wysuwaną z kadłuba, czterorzędową wyrzutnię niekierowanych pocisków kalibru 68 mm. Wyrzutnia Matra 1000 mogła pomieścić 44 pociski. Zamiast wyrzutni, w jej miejsce można było zainstalować wewnętrzny zbiornik paliwa o pojemności 450 l. P-16 dysponował tuzinem podskrzydłowych węzłów do podwieszania uzbrojenia z możliwością podwieszenia 48 niekierowanych rakiet Hispano Suiza R-80 Sura kalibru 80 mm. Samolot miał jeszcze do dyspozycji cztery główne węzły, na których można było umieścić po jednej 400-kilogramowej bombie (lub dwie po 200 kg) lub 450-litrowy zbiornik z napalmem. Pilot miał do dyspozycji żyroskopowy celownik sprzężony z radiolokacyjnym dalmierzem. Maksymalnie P-16 mógł przenosić 2590 kg uzbrojenia. Podjęto decyzję o ukończeniu dwóch prototypów, będących w najbardziej zaawansowanej fazie budowy. Pierwszy z nich, o numerze seryjnym 04, został oblatany 8 lipca 1959 roku. Samolot posłużył do testów uzbrojenia, miał również zdwojony system hydraulicznego sterowania. Drugi, o numerze seryjnym 05, do swojego pierwszego lotu wzbił się 24 marca 1960 roku. Maszyna była już w docelowej konfiguracji potencjalnej wersji seryjnej. Producent próbował zainteresować maszyną rodzime siły powietrzne, ale bez rezultatu. Piąty prototyp otrzymał oznaczenie P-16 Mk III. Z myślą o zagranicznych odbiorcach przygotowano dwa dodatkowe projekty oznaczone jako AR-7, z silnikiem Rolls-Royce Spey 250 o ciągu 5440 kG i AJ-7 z amerykańskim silnikiem General Electric J79-11A o ciągu 4500 kG i 7100 kG z dopalaczem. Samoloty mogły być wyposażone w przelicznik balistyczny z laserowym dalmierzem BT-9R, dopplerowski radar Decca Type 72 i zmodernizowaną, unowocześnioną awionikę. Niestety dla projektu, nie znalazł się żaden chętny na zakup samolotu P-16 i ostatecznie w 1969 roku wstrzymano wszelkie prace nad maszyną. Do dziś zachowany został ostatni z wybudowanych prototypów (05), który można oglądać w Flieger-Flab-Museum (Muzeum Szwajcarskich Sił Powietrznych) w Dübendorf.

## Epilog
Prace inżynierów szwajcarskiej wytwórni i zastosowane przez nich rozwiązania konstrukcyjne nie poszły na marne. Amerykański konstruktor William P. Lear nawiązał współpracę z FFA, tworząc spółkę Swiss American Aircraft Corporation. Efektem współpracy był transfer technologii budowy wielodźwigarowego płata z konstrukcji P-16 do samolotów dyspozycyjnych (pierwszym z nich był Learjet 23).